# Maxillaria portillae
Maxillaria portillae är en orkidéart som beskrevs av Eric Alston Christenson och Mcillm. Maxillaria portillae ingår i släktet Maxillaria och familjen orkidéer.
Artens utbredningsområde är Ecuador. Inga underarter finns listade i Catalogue of Life.